# Laroya
Laroya község Spanyolországban, Almería tartományban. Lakosainak száma 209 fő (2024).

## Földrajza
Laroya Purchena, Macael, Tahal, Senés, Sierro és Suflí községekkel határos.

## Népesség
A település lakosságának változását az alábbi diagram mutatja:
| Lakosok száma | 98   | 123  | 128  | 149  | 184  | 170  | 176  | 192  | 197  | 209  |
|               | 2001 | 2004 | 2006 | 2009 | 2011 | 2014 | 2016 | 2019 | 2021 | 2024 |